# Роуз Тримейн
Дейм Роуз Тримейн (на английски: Rose Tremain) е английска преподавателка, драматург и писателка на произведения в жанра драма, исторически роман, магически реализъм и документалистика.

## Биография и творчество
Роуз Тримейн, с рождено име Розмари Джейн Томсън, е родена на 2 август 1943 г. в Лондон, Англия, в семейството на Кийт Томсън и Виола Мейбъл. Учи в училище „Франсис Холанд“ и училище „Крофтън Грейндж“. Следва в Сорбоната в периода 1961 – 1962 г. и завършва университета на Източна Англия в Норич с бакалавърска степен по английска филология. Като студентка в университета се запознава с писателя Ангус Уилсън, който става неин наставник и я мотивира да завърши работата по първата си творба.
След дипломирането си работи за Британската печатна корпорация и пише няколко научни произведения за избирателното право на жените и исторически личности.
Първият ѝ художествен роман „Sadler's Birthday“ (Рождният ден на Садлър) е издаден през 1976 г. Книгата представя спомените за възрастен иконом, който живее сам в отчаяние и самота в къщата, която е наследил от бившите си работодатели.
В следващата си книга „Писмо до сестра Бенедикта“ (1978) представя жена на средна възраст, чийто семеен живот е непоносим, и която пише на бившата си учителка, монахиня, търсейки утеха. В романът „Шкафът“ (1981) изследва връзката между по-възрастна, пренебрегвана писателка и журналиста, изпратен да я интервюира.
Романът ѝ „Restoration“ (Реставрация) е многопластов исторически разказ за взаимосвързаните животи на група герои по време на управлението на Чарлз II. Той е номиниран за наградата „Букър“ и е екранизиран през 1995 г. в едноименния филм с участието на Робърт Дауни Джуниър, Сам Нийл, Дейвид Тюлис, Мег Райън, Иън Маккелън, Хю Грант и Иън Макдърмид.
За произведенията си е удостоена с различни награди. През 1983 г. става член на Кралското дружество по литература.
В периода 1988 – 1995 г. преподава творческо писане в университета на Източна Англия, като през 2013 г. става канцлер на университета. Участва в журито за наградата „Букър“ за художествена литература през 1988 г. и 2000 г.
През 2000 г. получава титлата „доктор хонорис кауза“ от на Източна Англия. През 2007 г. е удостоена с отличието Командор на Ордена на Британската империя, а през 2020 г. е удостоена с отличието Дейм Командор на Ордена на Британската империя за приноса ѝ към британската литература.
Омъжва се за Джон Тремейн през 1971 г., с когото имат една дъщеря – Елинор. Разнеждат се след 5 години. През 1982 г. се омъжва за театралния режисьор Джонатан Дъдли. Развеждат се след 9 години. През 1992 г. се омъжва за писагеля Ричард Холмс.
Роуз Тримейн живее със семейството си в Норфолк.

## Произведения

### Самостоятелни романи
- Sadler's Birthday (1976)
- Letter to Sister Benedicta (1978)
- The Cupboard (1981)
- The Swimming Pool Season (1985)
- Journey to the Volcano (1985)
- Restoration (1989)
- Sacred Country (1992) – награда „Фемина“, мемориална награда на Джеймс Тейт
- The Way I Found Her (1997)
- Music and Silence (1999) – награда „Уайтбреад“ (Коста)
- The Colour (2003)
- The Road Home (2007) – награда „Ориндж“
Пътят към дома, изд. „ICU“ (2016), прев. Надежда Розова
- Trespass (2010)
- Merivel (2012)
- The Gustav Sonata (2016) – национална еврейска награда за книга
- Islands of Mercy (2020)
- Lily (2021)

### Новели
- How It Stacks Up (2011)
- Peerless (2011)

### Разкази
- Leni (1985)
- Pomerac (1985)
- The Sleepwalkers (1985)
- Winter (1985)

### Сборници
- The Colonel's Daughter (1984)
- The Garden of the Villa Mollini (1987)
- Evangelista's Fan (1994)
- Collected Short Stories (1996)
- The Darkness of Wallis Simpson (2005)
- Great Escapes (2008) – с Аманда Крейг, Вирджиния Айрънсайд, Кати Лети, Дебора Могак, Кейт Мос, Лесли Пиърс, Джейн Елизабет Варли, Фей Уелдън и Изабел Улф
- Ox-Tales: Earth (2009) – с Кейт Аткинсън, Джонатан Бъкли, Джонатан Коу, Ханиф Курейши, Марти Леймбах, Марина Левицка, Иън Ранкин, Викрам Сет и Никълъс Шекспир
- Wildtrack (2010)
- The American Lover (2014)
Американският любовник, изд. „ICU“ (2017), прев. Невена Дишлиева-Кръстева

### Пиеси
- Don't Be Cruel (1978)

### Документалистика
- The fight for freedom for women (1973)
- Stalin (1975)
- Friendship (2018)
- Rosie (2018)

### Екранизации
- 1980 – 1981 BBC2 Playhouse – тв сериал, 2 епизода
- 1981 – 1984 Play for Today – тв сериал, 2 епизода
- 1986 Screenplay – тв сериал, 1 епизод
- 1995 Реставрация, Restoration
- 2009 Ricky
- 2017 Dark River